# Warentauschtag
Ein Warentauschtag, in der Schweiz unter dem Namen Bring- und Holtag bekannt, selten auch Hol-Bring-Markt, ist ein Aktionstag, der es der regionalen Bevölkerung ermöglicht, nicht mehr gebrauchte, aber noch gut erhaltene, gebrauchsfähige Gegenstände unentgeltlich abzugeben oder zu erwerben.

## Ziel und Zweck
Mit Warentauschtagen wird die Wiederverwendung von Gebrauchtwaren gefördert, Abfall vermieden und so die Menge des Sperrmülls und Abfalls reduziert. So kann auch die in diesen Gegenständen enthaltene graue Energie über eine längere Zeit amortisiert werden.  Dies entspricht der Zielsetzung des Gesetzes zur Förderung der Kreislaufwirtschaft und Sicherung der umweltverträglichen Bewirtschaftung von Abfällen (Kreislaufwirtschaftsgesetz – KrWG) vom 24. Februar 2012 (BGBl. I S. 212) und der allgemeinen EU-Abfallrahmenrichtlinie (Richtlinie 2008/98/EG über Abfälle).

## Organisation
Warentauschtage werden von Gemeinden, kommunalen Abfallwirtschaftsbetrieben oder Ortsvereinen (z. B. Frauenvereine, Ortsparteien, Sportvereine, Umweltschutzgruppen) organisiert. Meist stellt die Gemeinde oder der Abfallwirtschaftsbetrieb einen großen Platz oder eine Halle zur Verfügung. Die Anlieferung der Gegenstände erfolgt mindestens zwei Stunden vor dem Beginn der Abgabe, oft auch am Vorabend. Sie endet spätestens zwei Stunden vor dem Ende der Abgabe. Eine Annahmekontrolle stellt sicher, dass die Aktion nicht zur Sperrgutentsorgung missbraucht wird. Die Sachen können zumeist kostenlos gebracht und geholt werden. Teilweise wird zur Deckung der Veranstaltungskosten um eine Spende gebeten. Für wertvollere Gegenstände wird teilweise ein geringer Betrag erhoben, der demselben Zweck dient.

## Zugelassene und nicht zugelassene Waren
Der Veranstalter entscheidet zum Voraus, welche Gegenstände abgegeben werden dürfen und welche nicht. In der Regel müssen die Gegenstände von einer Person getragen werden können. In Frage kommen beispielsweise Kleinmöbel, Haushaltsgegenstände, elektrische Kleingeräte, Geschirr, Spielsachen, Sportartikel, Kleider, Schuhe, Bücher oder Bilder.
Kaputte, schmutzige oder nicht voll funktionsfähige Gegenstände werden nicht angenommen.
Was am Schluss der Veranstaltung übrig bleibt, wird der Verwertung zugeführt. Noch brauchbares kann an wohltätige Organisationen verschenkt oder an Altwarenhändler abgegeben werden. Der Restmüll wird auf dem üblichen Weg dem Recycling zugeführt oder thermisch verwertet.

## Geschichte und Verbreitung

### Deutschland
In Deutschland gibt es seit den 1990er Jahren Warentauschtage. Die Stadt Reutlingen hat seit 1991 schon 44 Aktionstage durchgeführt (Stand 2013). Im Jahr 2013 wurden in über hundert Städten, Landkreisen und Gemeinden Warentauschtage durchgeführt, vorwiegend in Baden-Württemberg (Bspw. in Stuttgart, Offenburg, Rastatt, Tübingen, Lörrach, Göttingen, Rottenburg oder Grenzach-Wyhlen) aber auch im Ruhrgebiet wurde in Ascheberg ein Aktionstag vermeldet.

### Schweiz
In der Schweiz gibt es seit der zweiten Hälfte der 1980er Jahre Bring- und Holtage. Eine der ersten Gemeinden war Baar, das 1987 damit angefangen hatte. Bis zum Jahr 2013 haben über 200 Städte und Gemeinden in den deutschsprachigen Kantonen der Schweiz Aktionstage durchgeführt, bspw. Zürich, Bern, Basel, Riehen und viele andere.